# Kepler-444 b
Kepler-444 b (BD+41 3306 b) — экзопланета на расстоянии 117 световых лет от Солнца в созвездии Лиры, обращающая вокруг оранжевого карлика Kepler-444 A в тройной системе Kepler-444 ABC. Она является одной из самых маленьких экзопланет известных на данный момент, обладая радиусом слегка больше, чем у Меркурия.

## Физические и орбитальные характеристики
Экзопланета имеет радиус 0,395 земного радиуса, что примерно чуть больше Меркурия, у которого радиус составляет примерно 0,386 земного радиуса. Экзопланета обращается достаточно близко к своей материнской звезде: на расстоянии примерно 0,0353 астрономических единиц от материнской звезды Kepler-444 A (в 10 раз ближе, чем Меркурий к Солнцу), из-за чего имеет орбитальный период в 3,6 дня. Эксцентриситет орбиты составляет ≈0,16. Температура на поверхности составляет примерно 500 ° Цельсия, что на несколько градусов выше средней температуры на Венере. Наклон планеты составляет 88,00 °. Экзопланета имеет возраст 11,23±0,99 млрд лет, что в двое старше Земли или Солнца.
Экзопланета почти полностью покрыта камнем.

## История открытия
Экзопланету b у оранжевого карлика Kepler-444 A открыл в 2015 году космический телескоп «Кеплер», на данный момент открывший более 5000 экзопланет. В том же году были открыты соседние экзопланеты системы: c, d, e и f. Все планеты расположены слишком близко к своей звезде, чтобы на них могли существовать формы жизни. Все они были открыты транзитным методом поиска экзопланет. Статус открытия экзопланет был неподтверждённым. На момент открытия экзопланета считалась третьей по размеру из самых малых экзопланет, уступая экзопланете Kepler-37 b и экзопланете PSR-1257+12 a. Экзопланеты подтвердили спустя два года, в 2015 году.

## Транзит Kepler-444 b
Kepler-444 b (точнее Kepler-444 A b), как и другие экзопланеты найденные телескопом Кеплер, найдены транзитным методом поиска экзопланет. Время, за которое Kepler-444 b проходит по диску своей материнской звезды (транзит), составляет примерно 30 минут. Во время транзита планета скрывает часть своей родительской звёзды для наблюдателя, так что яркость звёзды уменьшается во время транзита. Эти изменения могут быть замечены непрерывным наблюдением яркости звёзды. Планета, которая вызывает транзит, называется транзитной планетой. У Kepler-444 b транзит достаточно неглубокий, из-за чего невозможно узнать точные данные о планете. Тем не менее, благодаря полученным данным, известно:
1. Радиус ≈ 0,395 (земного);
2. Температура ≈ 500 °С;
3. Эксцентриситет и орбита: 0,16 и 0,0353 астрономических единиц.

Планеты вращаются вокруг своей звезды на своей в течение определённого периода орбиты, так что после одной орбиты происходит другой транзит. Чтобы исключить наблюдение случайного события, по крайней мере хотя бы 3 транзита должны наблюдаться в равный интервал времени друг от друга. Хотя вероятность наблюдения транзита в случайно выбранной звезде составляет менее 1 процента, потому что орбиты также могут быть ориентированы таким образом, что планета никогда не станет перед своей материнской звездой.

## Поверхность
Поверхность планеты Kepler-444 b тверда, покрыта камнем и другими минералами и горными породами. Температура поверхности выше чем на Венере. Среднее альбедо поверхности составляет 0,4-0,5 (40-50 %). Чем больше альбедо, тем больше света поверхность отражает, что значит, что делает поверхность более холодной.
Планета почти идентична планете Меркурий, разве что у экзопланеты Kepler-444 b температура больше, и чем на Меркурии, и чем на самой горячей планете Солнечной системы — Венере. Вся поверхность планеты, видимо, похожа на пустыню. На планете также могут присутствовать песчаные, каменистые, глинистые, солончаковые типы пустынь, как и на Земле. Горные породы — плотные или рыхлые агрегаты, слагающие кору, состоящие из однородных или различных минералов, либо минералов и обломков других горных пород. Состав, строение и условия залегания пород находятся в причинной зависимости от другой формирующих их геологических процессов, происходящих внутри коры или на её поверхности.

## Материнская звезда

### Физические характеристики звезды Kepler-444 b
Звезда Kepler-444 b чуть меньше Солнца, но это не означает что вокруг её обращается одна планета. Вокруг звёзды обращается 5 планет: b, c, d, e, f. Из полученных данных можно узнать характеристики звезды:
- Радиус: 0,752 солнечного;
- Масса: 0,758 солнечного;
- Эффективная температура поверхности: 5040±74 К;
- Металличность[Fe/H]: 0,55;
- Возраст 11,23 млрд лет;
- Спектральный класс: K0V.

Материнская звезда Kepler-444, также как и другие оранжевые карлики, является хорошим кандидатом для поддержания жизни на своих планетах, они могут быть в стабильном состоянии 30 миллиардов лет, тогда как Солнце за 10 миллиардов лет окончит с запасом своего водорода. Кроме звезды Kepler-444 A, в системе есть звёзды Kepler-444 B и C — два красных карлика, похожих на Проксима Центавра, не имеющих экзопланет.

### Соседние экзопланеты в системе
Экзопланеты, от удаления от материнской звезды, идут по алфавитному порядку, что означает что ближайшая к звезде экзопланета — Kepler-444 b, вторая — Kepler-444 с, и так до шестой буквы английского алфавита — f.

#### Kepler-444 c
Kepler-444 c — вторая от отдалённости от звезды экзопланета. Имеет радиус 0,497 земного радиуса, орбитальный период 4,5458841 дня, большую полуось 0,4881. Эксцентриситет орбиты: 0,16, наклон 88,00°, открыта в 2013. Экзопланета, как и Kepler-444 b, покрыта камнем.

#### Kepler-444 d
Kepler-444 d — третья от отдалённости от звезды экзопланета. Имеет радиус 0,53 земного радиуса, орбитальный период 6 дней, большую полуось 0,06, эксцентриситет 0,18, наклон 89,30°, открыта в 2013. Покрыта камнем и горными породами.

#### Kepler-444 e
Kepler-444 e — четвёртая от отдалённости от звезды экзопланета. Имеет радиус 0,546 земного радиуса, орбитальный период 7,74 дня, большая полуось 0,069 астрономической единицы, эксцентриситет 0,10, наклон 89,13°, открыта в 2013 году.

#### Kepler-444 f
Kepler-444 f — последняя, пятая экзопланета от отдалённости от звезды, имеет радиус 0,741 земного радиуса, орбитальный период 9 дней, большая полуось 0,081 астрономической единицы. Эксцентриситет 0,29. Наклон 87,96°. Открыта в 2013 году.